# Lonchaea vagans
Lonchaea vagans är en tvåvingeart som beskrevs av Nikolai Vasilevich Kovalev 1978. Lonchaea vagans ingår i släktet Lonchaea och familjen stjärtflugor. Inga underarter finns listade i Catalogue of Life.